# Alessandro Aldobrandini
Alessandro Aldobrandini (Firenze, 1º maggio 1667 – Ferrara, 14 agosto 1734) è stato un cardinale e arcivescovo cattolico italiano.

## Biografia
Nacque il 1º maggio 1667, settimo degli otto figli di Giovanni Francesco Aldobrandini e Camilla Pasquali.
Papa Clemente XII lo elevò al rango di cardinale nel concistoro del 2 ottobre 1730.
Morì il 14 agosto 1734 all'età di 67 anni.

## Genealogia episcopale e successione apostolica
La genealogia episcopale è:
- Cardinale Scipione Rebiba
- Cardinale Giulio Antonio Santori
- Cardinale Girolamo Bernerio, O.P.
- Arcivescovo Galeazzo Sanvitale
- Cardinale Ludovico Ludovisi
- Cardinale Luigi Caetani
- Cardinale Ulderico Carpegna
- Cardinale Paluzzo Paluzzi Altieri degli Albertoni
- Cardinale Gaspare Carpegna
- Cardinale Fabrizio Paolucci
- Cardinale Alessandro Aldobrandini

La successione apostolica è:
- Arcivescovo Felipe de los Tueros Huerta (1721)